# Hurst (Teksas)
Hurst je grad u američkoj saveznoj državi Teksas. Prema popisu stanovništva iz 2010. u njemu je živjelo 37.337 stanovnika.